# Часлав (князь Сербії)
Часлав (*бл. 890 — †бл. 960) — жупан (князь) Рашки (Сербії) бл. 927/933—960 роках.

## Життєпис
Походив з династії Властимировичів. Був сином Клонімира та онуком сербського жупана Строймира. В результаті усобиці між Строймиром і його братами Мутімиром і Гойніком, Строймир разом з батьком Часлава втік до Болгарії, де пошлюбив місцеву шляхтянку. Часлав народився між 890 та 896 роками. У 896 році Клонімир повернувся, відвоювавши за допомогою болгар фортецю Дестінікон, але незабаром загинув. Деякий час Часлав виховувався при дворі болгарського царя, здобув тут освіту.
У 924 році Симеон I Великий, цар Болгарії, вирішив захопити Сербію, для чого висунув Часлава претендентом на сербський трон. Втім перемігши сербські війська, Симеон приєднав князівство Рашка до Болгарського царства.
Незабаром після смерті Симеона у 927 році Чаславу вдалося втекти з Болгарії до Сербії. Там він об'єднав навколо себе прихильників сербської незалежності. Водночас заручився підтримкою візантійського імператора Романа I. Завдяки цим діям зайняв сербський трон.

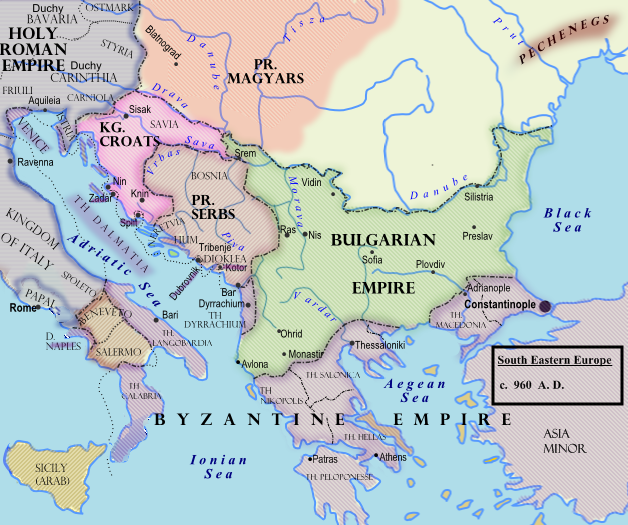
Володіння Часлава

Завдяки зусиллям нового князя Рашки відбулося відновлення держави, було повернуто багатьох знатних вигнанців. Держава Часлава охоплювало такі області: Боснію, Дуклю, Захумл'є, Рашку і Травун'ю. Південь Чорногорії знаходився під васалітету Часлава. У свою чергу, Часлав визнавав себе васалом візантійського імператора. Водночас зріс культурний вплив Візантії.
Близько 960 року угорські племена під орудою Кіси вдерлися до Боснії. Сербське військо під проводом воєводи Тіхомира атакувало ворога на березі річки Дрина, в якій ворог зазнав поразки і Кісу було вбито. Часлав дозволив Тіхомиру взяти дочку Кіси за дружини. Вдова Кіси зажадала від інших мадярських вождів помститися за смерть чоловіка. Угорці вдерлися до Срему, вночі напали на табір сербів, схопили Часлава і усіх, хто був з ним чоловіків, зв'язали їх і кинули в Саву.
З загибелі Часлава припинилася династія Властимировичів, князівство Рашка розпалася на декілька частин. Сама Рашка стала фемою Візантійської імперії.